# 離散付値
数学において、離散付値（discrete valuation）は体 k 上の整数付値である。つまり、関数
{\displaystyle \nu :k\to \mathbb {Z} \cup \{\infty \}}
であって、以下の条件を満たす。
{\displaystyle \nu (x\cdot y)=\nu (x)+\nu (y)}
{\displaystyle \nu (x+y)\geq \min {\big \{}\nu (x),\nu (y){\big \}}}
{\displaystyle \nu (x)=\infty \iff x=0.}
{\displaystyle 0,\infty } の値しかとらない自明な付値はしばしば明示的に除外されることに注意する。
非自明な離散付値をもった体を離散付値体（discrete valuation field）と言う。

## 離散付値環と体上の付値
離散付値 {\displaystyle \nu } をもったすべての体に対して、{\displaystyle k} の部分環
{\displaystyle {\mathcal {O}}_{k}:=\left\{x\in k\mid \nu (x)\geq 0\right\}}
を考えることができる。これは離散付値環である。逆に、離散付値環 {\displaystyle A} 上の付値 {\displaystyle \nu :A\rightarrow \mathbb {Z} \cup \{\infty \}} は商体 {\displaystyle {\text{Quot}}(A)} 上の付値に拡張でき、離散付値体 {\displaystyle k} を与える。この体から得られる離散付値環 {\displaystyle {\mathcal {O}}_{k}} はちょうど {\displaystyle A} である。

## 例
- 固定された素数 {\displaystyle p} に対し、0 でない任意の元 {\displaystyle x\in \mathbb {Q} } に対し {\displaystyle x=p^{j}{\frac {a}{b}}} と書く。ただし {\displaystyle j,a,b\in \mathbb {Z} } であって {\displaystyle p} は {\displaystyle a,b} を割らないとする。すると {\displaystyle \nu (x)=j} は付値になり、p-進付値（p-adic valuation）と呼ばれる。